# Bibiana (santa)
Santa Bibiana, o las variantes Viviana o Vibiana (Roma, 347 a 352 - Roma, 361 a 363) santa y virgen mártir romana.

## Hagiografía
La historia de esta santa está envuelta en leyenda y se menciona por primera vez en el Liber Pontificalis. En el capítulo dedicado a la biografía del papa Simplicio cuenta que el papa "consagró una basílica dedicada a la santa mártir Bibiana, que contiene su cuerpo, cerca del Palatium Licianium".
La información histórica sobre la vida de esta santa es en realidad muy limitada. Está basada en una Passio Sanctae Bibianae no anterior al siglo VII. Bibiana nace en una familia ilustre romana y cristiana durante el mandato del emperador Juliano el Apóstata, siendo gobernador un tal Aproniano. Aproniano, después de haber hecho asesinar a los padres de Bibiana, Flaviano di Montefiascone y Dafrosa de Roma, trató de obligar a la apostasía a sus hijas privándolas de alimento para que murieran de inanición. Demetria murió pero Bibiana sobrevivió. Se enfrentó al gobernador, quien, para debilitar su resistencia la confió a una alcahueta llamada Rufina. Bibiana no sucumbió a las tentaciones de la vida mundana y se mantuvo fiel a sus creencias. Finalmente, el gobernador ordenó que Bibiana fuera atada a una columna y flagelada. Su cuerpo fue arrojado a los perros, que no lo tocaron, y finalmente fue enterrado junto a sus padres y su hermana.
Después de su  muerte, se construyó la iglesia de Santa Bibiana de Roma en su honor sobre el solar donde se asentaba la casa paterna, gracias al papa Simplicio. Dicha iglesia fue consagrada en 467 y restaurada por el papa Honorio III en 1224. En 1626, Bernini esculpió una estatua de la santa, que permanece en su iglesia.
La tradición y la iconografía representan su martirio mediante la flagelación, estando atada a una columna.
Es la patrona de los bebedores y epilépticos; también es invocada contra el dolor de cabeza y convulsiones.

## Otras
No debe confundirse esta Santa Bibiana con Santa Vibiana, patrona esta última de la Arquidiócesis de Los Ángeles en Estados Unidos.

## Refranero
- Si llueve por Santa Bibiana, cuarenta días maná y una semana.[7]